# Amictus tener
Amictus tener är en tvåvingeart som beskrevs av Becker 1906. Amictus tener ingår i släktet Amictus och familjen svävflugor. Inga underarter finns listade i Catalogue of Life.